# 하라 사유리
하라 사유리(일본어: 原 紗友里 はら さゆり[*], 1988년11월 5일 - )는 일본의 여성 성우. 81 프로듀스 소속.
도쿄도 출신. 신장 154 cm. 음성은 메조소프라노.

## 인물
제2회 81 오디션에 참가해, 우수상을 수상. 2009년 10월에 81 프로듀스에 소속이 되었다.
2010년 7월 30일에 같은 사무소에 소속해 있는 아스미 카나와 카타오카 아즈사와 성우 유닛 'LISP'를 결성했다. LISP의 멤버 가라사대, '사유사유는 극도가 상관해'.

## 출연 작품
※ 굵은 글씨는 메인 캐릭터

### 텔레비전 애니메이션
2015년
- 아이돌마스터 신데렐라 걸즈 (혼다 미오[2])

### 게임
2012년
- 아이돌마스터 신데렐라 걸즈 (혼다 미오)